# Adobe Acrobat
Adobe Acrobat är ett datorprogram från Adobe Inc. för att skapa, visa och redigera pdf-dokument. Programmet lanserades den 15 juni 1993. 
Därtill kommer det kostnadsfria Adobe Reader, som endast kan visa och skriva ut befintliga, men inte skapa eller redigera pdf-dokument.